# Hubert Skupnik
Hubert Skupnik, né le 27 août 1940 en Pologne et mort le 8 novembre 2021, est un footballeur polonais qui évoluait au poste de ailier gauche.

## Biographie
Hubert Skupnik commence sa carrière au Wisła Cracovie, où il reste pendant onze saisons, dont dix en première division du championnat de Pologne. Il y remporte un titre, la Coupe de Pologne, en 1967, disputant intégralement la finale et marquant un but.
Il signe en France au Amiens SC le 2 août 1973 en Division 3, et remonte avec le club en Division 2 pour sa première saison. Il dispute alors soixante-deux matches en Division 2, et participe à son dernier match avec le Amiens SC le 20 mai 1976 contre le Stade Malherbe Caen.

## Statistiques
| Saison                | Club                  | Championnat           | Championnat | Championnat | Coupe(s) nationale(s) | Coupe(s) nationale(s) | Total | Total |
| Saison                | Club                  | Division              | M.          | B.          | M.                    | B.                    | M.    | B.    |
| 1962-1963             | Wisła Cracovie        | 1                     |             |             |                       |                       | 0     | 0     |
| 1963-1964             | Wisła Cracovie        | 1                     |             |             |                       |                       | 0     | 0     |
| 1964-1965             | Wisła Cracovie        | 2                     |             |             |                       |                       | 0     | 0     |
| 1965-1966             | Wisła Cracovie        | 1                     |             |             |                       |                       | 0     | 0     |
| 1966-1967             | Wisła Cracovie        | 1                     |             |             |                       |                       | 0     | 0     |
| 1967-1968             | Wisła Cracovie        | 1                     |             |             |                       |                       | 0     | 0     |
| 1968-1969             | Wisła Cracovie        | 1                     |             |             |                       |                       | 0     | 0     |
| 1969-1970             | Wisła Cracovie        | 1                     |             |             |                       |                       | 0     | 0     |
| 1970-1971             | Wisła Cracovie        | 1                     |             |             |                       |                       | 0     | 0     |
| 1971-1972             | Wisła Cracovie        | 1                     |             |             |                       |                       | 0     | 0     |
| 1972-1973             | Wisła Cracovie        | 1                     |             |             |                       |                       | 0     | 0     |
| 1973-1974             | Amiens SC             | 3                     |             |             |                       |                       | 0     | 0     |
| 1974-1975             | Amiens SC             | 2                     | 32          | 4           | 1                     | 0                     | 33    | 4     |
| 1975-1976             | Amiens SC             | 2                     | 30          | 5           | 1                     | 0                     | 31    | 5     |
| Total sur la carrière | Total sur la carrière | Total sur la carrière | 62          | 9           | 2                     | 0                     | 64    | 9     |

## Palmarès
- Avec le Wisła Cracovie :
  - Championnat de Pologne : vice-champion en 1966
  - Championnat de Pologne D2 : champion en 1965
  - Coupe de Pologne : vainqueur en 1967

- Avec le Amiens SC :
  - Championnat de France D3 : vainqueur de groupe en 1974